# Willibald S.J.G. von Besser
Wilibald Swibert Joseph Gottlieb von Besser (Innsbruck, 7 de julio de 1784 - Kremenets, 11 de octubre de 1842) fue un médico y botánico austríaco de nacimiento y ruso de adopción.

## Biografía
Estudió medicina y botánica en Austria, al terminar ejerció la medicina desde 1809 en Kremenets, (Wolhynien) (Galizia). Después, de 1834 a 1841 en Kiev.
Durante el tiempo que estuvo ejerciendo de médico en "Krzemieniec" se dedicaba a su gran pasión que era la botánica, recolectando y clasificando especímenes de los alrededores lo que plasmaría en su obra de 1809 "Primitiae Florae Galiciae austriaceae..." .
En el año de 1808 se trasladó como profesor de Botánica en la Universidad y director del Jardín Botánico de Kremenets en Imperio ruso. La Liceo de Kremenets había surgido en esta localidad a poca distancia de Kiev con el propósito de descongestionar la Universidad de Kiev. Besser se encargó de aumentar en extensión y en equipamiento el Jardín Botánico, que bajo su dirección además de varias avenidas de Arboretum, amplió con varios invernaderos.
Durante el tiempo que estuvo Besser en Kremenets estuvo creando su gran Herbario, en parte con especímenes por él recolectados y otros de intercambios con otro botánicos de la época. En su herbario incluía ejemplares de Ucrania, Mar Negro, Kiev, Europa Occidental, Europa Oriental, Cáucaso, Siberia, India, África, Australia y América, con unos 60.000 especímenes. Desde 1832 hasta su muerte fue el director del Jardín Botánico de Kiev, donde legó su herbario, el que actualmente forma parte del "Herbario Nacional de Ucrania".
Fue un investigador y taxónomo de la Flora de Ucrania, realizando grandes aportaciones al desarrollo de la Botánica como ciencia, en particular a la "Florografía", y crítico y sistemático de las plantas vasculares. Besser hizo unas nuevas descripciones referidas a los "endemismos" y donde las plantas "relicticas" se muestran como elementos muy descriptivos y significativos para un conocimiento científico profundo. Su estudio fue el primer intento que se hizo para afrontar un análisis Botánico-Geográfico de la Flora Volyno-Podolia, considerándose como un gran avance científico.
Estudió y describió varias especies de orquídeas que llevan su abreviatura en el nombre específico entre ellos en 1826, Epipactis atrorubens.
Estudió la taxonomía de los géneros :
- Artemisa L.
- Rosa L.
- Veronica L.

Publicó varios tratados de taxonomía. Describió unas 930 nuevas especies y variedades.

## Obra
- "Catalogue des plantes du jardin botanique du gymnase de Volhynie à Krzemieniec", 1811 ; supl. 1 (1912) -4 (1915)
- "Primitia Florae Galiciae Ausriacae utriusque. Enchiridion ad excursiones botanicas. Viennae, 1809. Pars 1. Monandria, Polyandria." 339 pp. Pars 2. Didynamia, Dioecia. — 423 pp.
- "Pflanzen um Wilna". Allgem. bot. Zeitung. Regensb. 1821. II. p. 683
- "Enumeratio Plantarum hujusquerin in Volhynia, Podolia, gub. Kiioviensi, Bessarabia cis-tyraica et circa Odessam collectarum, simul cum observationibus in primitias florae Galiciae Austriacae", 1822
- "Apercu de la geographie botanique de Volhynie et de Podolie", 1823
- "Rżut oka na geografję fizyczną Wolynia i Podola (Una mirada a la geografía física de Volyn y Podolia). Wilno, 21 pp. 1828
- "Bemerkungen über H-rn Professor Eichwalds naturhistorische Skisse von Lithauen, Wolhynien und Podolien". Biebb. Z. allgem. Not Ztg. Regensb XV. pp. 1-55 1832
- "Ueber die Flora des Baikals". Biebb. Z. allgem. Not Ztg. Regensb. XVII, I. pp. 1-30. 1834
- "Ein kleiner Beitrag zur Flora von St. — Petersbourg". Bull. Soc. Natur. Moscou: 412—414 1839

## Epónimos
Género
- (Alliaceae) Bessera Schult.f.[1]
- (Boraginaceae) Bessera Schult.[2]
- (Euphorbiaceae) Bessera Spreng.[3]
- (Nyctaginaceae) Bessera Vell.[4]

Especies
- (Apiaceae) Peucedanum besserianum DC.[5]
- (Araceae) Arum besserianum Schott[6]
- (Asteraceae) Hieracium besserianum Host ex Spreng.[7]
- (Campanulaceae) Rapuntium besserianum C.Presl[8]
- (Plumbaginaceae) Goniolimon besserianum Nyman[9]
- (Ranunculaceae) Aconitum besserianum Andrz. ex Trautv.[10]
- (Rosaceae) Geum besserianum Sweet[11]
- (Solanaceae) Solanum besserianum Weinm.[12]